# Route nationale 809
Pour les articles homonymes, voir Route 809.
La route nationale 809 ou RN 809 était une route nationale française reliant Falaise à Lalacelle. À la suite de la réforme de 1972, elle a été déclassée en RD 509 dans le département du Calvados et en RD 909 dans le département de l'Orne.

## Ancien tracé de Falaise à Lalacelle (D 509 & D 909)
- Falaise
- Saint-Pierre-du-Bû
- Cordey
- Bazoches-au-Houlme
- Putanges
- La Fresnaye-au-Sauvage
- Fromentel
- La Lande-de-Lougé
- Rânes
- Carrouges
- Saint-Martin-des-Landes
- Ciral
- Lalacelle